# Sortűz a Parlamentnél 1956-ban

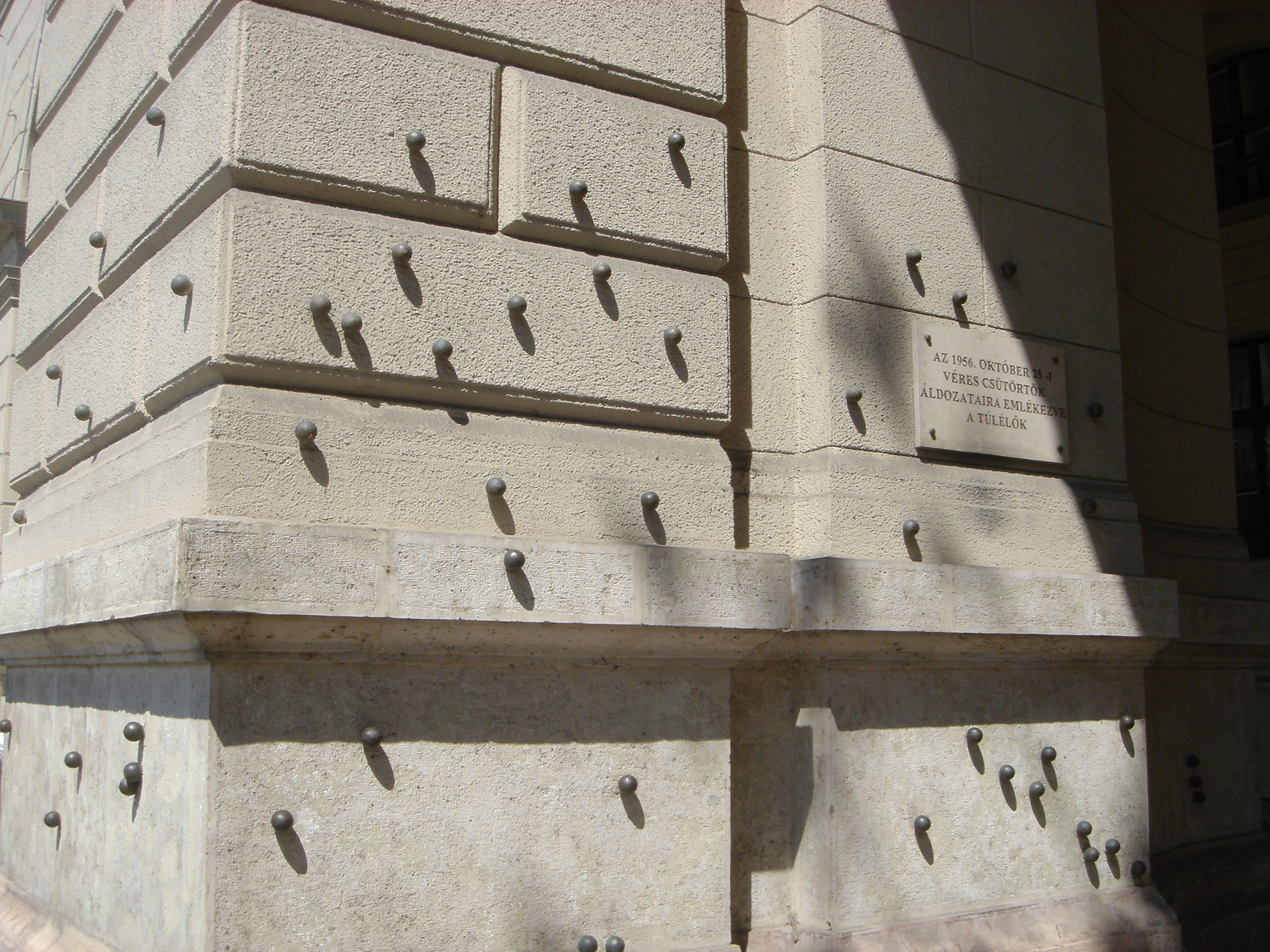
A Kossuth-téri sortűz áldozatainak emlékjele a Földművelésügyi és Vidékfejlesztési Minisztérium falán, Kampfl József szobrászművész és Callmeyer Ferenc építészmérnök közös munkája

Az 1956-os forradalom során a Parlament épülete előtt történt sortűzben máig sem tudni pontosan, hány tüntető vesztette életét. A Kossuth téren összegyűlt tömeg vegyes összetételű, civil tüntetőkből állott. A férfiak mellett asszonyok, gyermekek, idős emberek álltak. A vérengzés híre fontos szerepet töltött be abban, hogy az ország és Budapest népe a forradalom, a fegyveres harc oldalára állt. Ez volt a forradalom legvéresebb budapesti eseménye, amit az 1956. október 25-ei "véres csütörtök" néven ismer a történelemtudomány. A különböző források a néhány halottól egészen az ezres nagyságrendig feltételezik a halottak számát. A Kahler Frigyes jogtörténész vezetése alatt felállított tényfeltáró bizottság arra a megállapításra jutott, hogy a mészárlás mintegy jeladás volt a fegyveres erők számára, amelyek ezt követően – a pártvezetés október 28-án kezdődő fordulatáig – igyekeztek könyörtelenül leszámolni a szovjet hadsereg által támogatott diktatúra elleni helyi megmozdulásokkal.

## Az események
Az Országház előtt október 25-én délelőtt, a forradalom harmadik napján több ezer fős (különböző források alapján háromtól harmincezerig) békés, fegyvertelen tömeg tüntetett. Nagy részük az Astoria előtti tömegtüntetésről érkezett, három szovjet tank kíséretében, amelyekre a tüntetők baráti szándékukat kimutatva másztak fel. A tömeg másik részét peremkerületekből érkezett munkások alkották, akik nem tudtak eljutni munkahelyeikre, mert a tömegközlekedés akadozott.
Miközben a tüntetők az Országház felé vonultak, szembehaladt velük egy szovjet harckocsioszlop, amely a Szovjetunió Kommunista Pártjának (SZKP) két, Magyarországra küldött megbízottját, Anasztasz Mikoján és Mihail Szuszlov PB-tagokat, valamint Ivan Szerov KGB-elnököt és Mihail Malinyint, a magyarországi szovjet haderő főparancsnokát szállította. Ők a Magyar Dolgozók Pártjának (MDP) Akadémia utcai székháza felé tartottak, ahol részt vettek a Központi Vezetőség (KV) tíz óra után kezdődő ülésén. A szovjet küldöttek nyomására a KV felmentette Gerő Ernőt pártvezetői tisztsége alól, helyére pedig Kádár Jánost választotta meg. 
A forradalom kitörése után megalakult Katonai Bizottság vezetésével Apró Antalt bízták meg, teljhatalmat adva neki „a középületek, hatalmi központok, ha kell fegyveres harc, véráldozatok árán történő megvédéséhez”.
Mindeközben a Kossuth téren tüntető tömeg küldöttséget választott, hogy a Parlamentben adják át követeléseiket, de a kormányőrök és a Honvédelmi Minisztérium karhatalmi ezredének egyik százada, megtámogatva a Parlament előtt felsorakozott hét T–54-es szovjet harckocsival, távol tartották az épülettől a tüntetőket. Megismétlődtek az Astoriánál korábban tapasztalt események, a tüntetők barátkozni igyekeztek a szovjet katonákkal, kétnyelvű röplapokat osztogattak, az őrt álló harckocsik tetejére pedig jó néhányan fel is másztak.
Pár perccel 11 óra után az MDP ülésén tartózkodó Ivan Alekszandrovics Szerov tábornok – aki 1954-1958 között a KGB elnöke volt és akinek vezető pozícióban 1943-tól 44-ig Berijával együtt része volt a kalmükök, csecsenek, ingusok, karacsajok és krími tatárok tömeges deportálásában – úgy döntött, szemlére indul a Kossuth tér irányába.
Fedezetét több szovjet és magyar tiszt, valamint egy harckocsi látta el. Látva a szovjet katonákkal barátkozó tömeget, Szerov riasztólövések leadására adott ki parancsot, amelyek nagy pánikot okoztak a téren. Az átláthatatlanná váló helyzetben a Parlament előtt felsorakozott szovjet páncélosok válaszul a tér szemközti épületeit, a Földművelésügyi Minisztériumot és a Néprajzi Múzeumot vették célba. A tömeg egy része az itteni árkádok mögött próbált fedezékbe jutni, mások II. Rákóczi Ferenc lovas szobránál igyekeztek menedéket találni. Ekkor jelent meg a Báthory utca irányából egy újabb szovjet harckocsi, amely már célzott lövéseket adott le a szobornál összetömörült tüntetők felé. Előbb a mai Vértanúk terénél lőtt ki repeszgránátokat, majd a Nádor utca felé visszavonulva újabb sorozatlövéseket adott le. Ez az akció követelte a legtöbb halálos áldozatot.
Nagy Imre elvtárs kérte, növeljük a Budapesten tevékenykedő csapataink létszámát, elsősorban a gyalogságét. Malinyin elvtárs megígérte a magyar elvtársaknak, hogy növelni fogjuk a Budapesten a rend helyreállításában tevékenykedő csapataink létszámát. Este a mi tábornokaink, a magyar tábornokok és a magyar pártvezetés a mi részvételünkkel tanácskozást tartott, amelyen megvitattuk a ma éjszaka és holnap foganatosítandó intézkedéseket. A városban nem csendesedik a lövöldözés. A szovjet csapatok géppuskával, PPS-sel [Sagin-féle dobtáras géppisztollyal], s gyakran a harckocsik ágyújával viszonozzák a házak tetejéről és felső emeleteiről rájuk leadott egyes lövéseket.
A vérengzést követően először a  a forradalmi honvédség és ifjúság lapja az Igazság című lap október 27-i számában jelent meg az az állítás, hogy a sortüzért a Földművelésügyi Minisztérium épületének tetejéről tüzelő ÁVH-sok tehetők felelőssé. Később a köztudatban jobbára ez a verzió rögződött, nincsenek azonban egyértelmű bizonyítékok arra, hogy az épületben valóban ott tartózkodtak volna az államvédelem emberei. A téren ellenben jelen volt az orosházi határőr alegység (az ún. 'zöld Ávó') egyik biztosításra kirendelt raja, amely Szalay Zoltán ÁVH-alezredes irányítása alatt részt vett a lövöldözésben, ők a Parlament előtt álló szovjet harckocsikhoz közeli tüntetők felé lőttek. Történészek kutatásai szerint a vérengzés fő okozója vagy a második hullámban érkező szovjet harckocsi volt, a neki kiadott pontos utasítások viszont továbbra is tisztázatlanok vagy a 'zöld Ávó' által a fegyvertelen tömegre leadott sortűz volt. Hasonlóképpen bizonytalan, hogy a téren jelen lévő ÁVH-egység kezdeményezte-e a sortüzet.
A zűrzavart tovább fokozta, hogy az Akadémia-utcai pártközpont megerősítésére érkező egyik határőr alegység a pártházban lévő ÁVH-sokkal és az ott tartózkodó szovjet katonákkal egy véletlen folytán tűzharcba keveredett. Sortűz érte – valószínűleg egy szovjet tank fegyvereiből – azt a termet is, ahol éppen Mikoján és Szuszlov szovjet vezetők tárgyaltak. Ekkor vesztette életét a pártház előtt tüntető küldöttség egyik tagja, I. Tóth Zoltán történész akadémikus, az ELTE Történettudományi Karának dékánja. Társa, az épületbe behúzódó Hanák Péter történész – egyetemi tanár túlélte a sebesülését.
Farkas Tamás, az MTI munkatársa így emlékszik a tér látványára a vérengzés után: "A kettes villamos megállója ugyanott volt, ahol ma, s a Parlament felől eső rész nem virágokkal és bokrokkal volt tele, mint ma, hanem szép fű, rézsű volt. Parkszerűen volt megcsinálva, és ott feküdt egy csomó ember. Fogalmam nincs, hogy 20 volt vagy mennyi…És ott feküdt a Péter. Onnan tudtam, hogy meghalt, hogy szegény valami egészen kifacsart pózban volt, a lába maga alá bicsaklott. Szőkés haja földes volt.…"'

## Az áldozatok száma

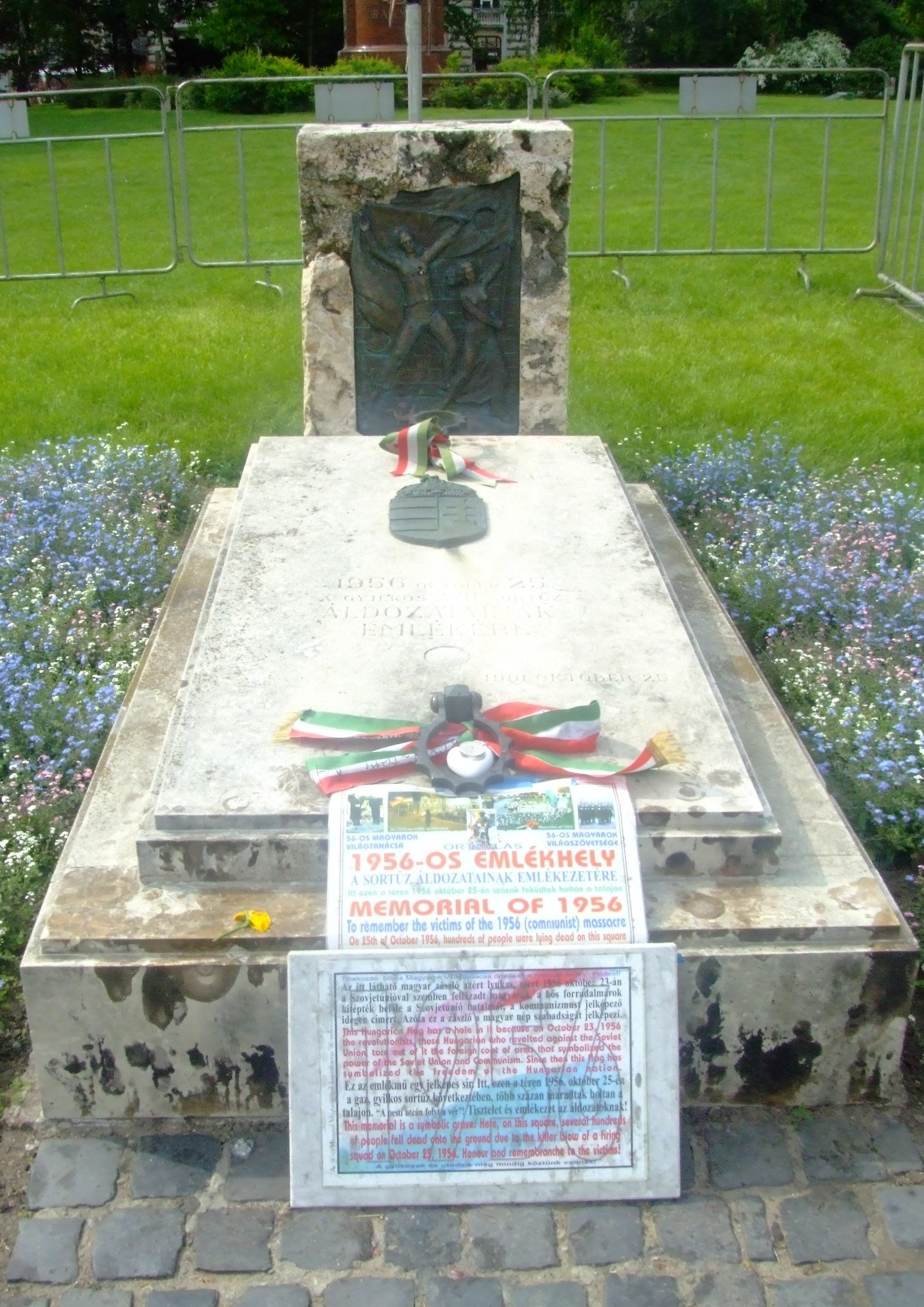
A tömegmészárlás áldozatainak emlékműve

Az áldozatok számáról nincs biztos adat. A sortűz után a belvárosi kórházak megteltek, de a Központi Mentőállomás épületébe is tömegével szállítottak be sérülteket. Számuk csak hozzávetőlegesen állapítható meg, mert a Mentőszolgálat hivatásos szakemberein kívül laikus önkéntesek is részt vettek a sérültek, haldoklók ellátásában és elszállításában így a pontos korabeli betegdokumentáció elmaradt.
Kő András és Nagy J. Lambert kutatásai szerint legalább 75-en vesztették életüket a Parlamentnél és környékén leadott sortüzekben és lövöldözésben (14-en a kórházban) és 284-en sebesültek meg[forrás?]. Összesítésük szerint 61-en a téren vesztették életüket, és meghalt további hat határőr, két rendőr, két folyamőr, két kormányőr és két szovjet katona is.
Egyes szemtanúk tizenkét olyan  megrakott teherautóról számoltak be, amelyek a sortűz áldozatait szállították el a térről.
Körömi Teréz kutató 234 áldozat nevét gyűjtötte össze. Kéri Edit 1000 főre becsüli a téren elesettek számát, Mikes Tamás pedig október 24 -én 820 halottat számolt meg egy ismerősével együtt, a Kerepesi temetőben, 50-es gúlákba rakva.[forrás?]

## Az áldozatok
A Kossuth téri sortüzek ölték meg többek között Gárdos Pétert, az MTI fotóriporter gyakornokát.

## Az 50. évforduló
A hivatalos megemlékezésekre 47 ország képviselőjét – köztük a norvég királyt, tizennyolc államfőt, két miniszterelnököt és több parlamenti elnököt, a luxemburgi nagyherceget, a belga herceget, az Európai Bizottság elnökét, valamint a NATO, az Európa Tanács, a Vöröskereszt és az ENSZ küldötteit – várták a Parlamentbe.
2006. október 23-án Budapesten városszerte be nem jelentett tüntetések kezdődtek, amelyek a délutáni óráktól kezdődően összecsapásokba torkollottak a rendőrség és a kormányellenes tüntetők között.